# Cappella Breda
Cappella Breda is een kamerkoor met een vaste kern van 24 zangers. Voor specifieke projecten wordt deze kern uitgebreid. Het koor is in 1976 door dirigent Daan Manneke opgericht. In september 2017 werd hij opgevolgd door Elisabeth Blom.
In de loop van zijn bestaan heeft Cappella Breda zich geprofileerd met grensverleggende programma 's. Momenteel is  Het koor is ook letterlijk over de grens geweest, naar o.a. Bologna, Barcelona en Parijs voor concerten in de St. Sulpice en La Madeleine. Cappella Breda is een graag gehoorde gast op festivals en podia voor zowel oude als eigentijdse muziek. Het koor trad verschillende keren op in het Festival van Vlaanderen, het Oude Muziek Festival in Hoorn en het Muziek Podium Zeeland. Cappella Breda trok de laatste jaren uitgebreid door Nederland met de Madrigalen van Breda (tekst van Y. Ne) en Het Motet voor de Kardinaal, beide van Daan Manneke. Burgemeester Peter van der Velden van Breda prees het koor om zijn ambassadeursfunctie. Aangereikt door musicoloog/beiaardier en stadgenoot Jacques Maassen onderkende het koor de grote betekenis van het werk van de 17e-eeuwse Bredase kapelmeester Herman Hollanders en bracht van hem een cd uit met prachtige, geestelijke madrigalen. In haar ruim dertigjarig bestaan heeft Cappella Breda de stad verrijkt met zelden gehoorde werken uit de rijke Europese koortraditie. Op palmzondag treedt het koor volgens traditie op in Ginneken, in de Hervormde Kerk in de serie "de andere passie".